# لیس هرتل
لیس هرتل (دانمارکی: Lis Hartel; ۱۴ مارس ۱۹۲۱ – ۱۲ فوریهٔ ۲۰۰۹) سوارکار اهل دانمارک بود.